# Православие
Православното християнство или Източно православие е една от трите деноминации в християнството и трета по численост, след католицизма и протестантството. Наброява приблизително 265 милиона души. Неговите последователи смятат единствено православното християнство за истинна права вяра и споделят пълно общение, както и специфични доктрини и традиции.
Православието е масово разпространено в Беларус, България, Гърция, Грузия, Молдова, Румъния, Русия, Северна Македония, Сърбия, Босна и Херцеговина, Черна гора и Украйна, многочислени православни общности има в някои страни от Близкия изток, Казахстан, както и в Западна Европа, Северна Америка и Австралия, където последователи на православното учение са предимно потомци на имигранти от страните с традиционно православие.

## Учение
Православното учение почива върху основата на Свещеното писание, Свещеното предание и решенията на Вселенските събори (за такива то признава първите седем), при тълкуването на чиито постулати се взема предвид учението на т. нар. „отци на църквата“ и на учителите на Църквата. Основен вероучителен документ е Никейско-Цариградският символ на вярата.
Православието изповядва Един Бог, Троичен по лица (ипостаси – Отец, Син и Свети Дух), които са единосъщни помежду си. Второто лице на Св. Троица – Бог Син, или Словото, се е въплътило и е станало човек в лицето на Иисус Христос. Според учението на Православната църква, историческият Иисус Христос е едновременно и Бог и Човек, като има две природи и две воли – Божествена и човешка. Божията благодат се дава на човеците от Светия Дух посредством тайнствата, които за днешната православна църква са седем. Изповядва се есхатологичното възкресение на мъртвите преди Страшния съд.
Самата Църква се разбира като богочовешки организъм, чиято глава е Бог, а отделните вярващи – различните негови членове.
Отдава се особена почит на светците, особено към Богородица, която по святост превъзхожда дори най-висшите ангелски чинове. С почитането на светците е свързано иконопочитанието.

## Православието и другите християнски вероизповедания

### Православие и ученията до Седмия вселенски събор
Православната догматика се развива и формулира в рамките на борбата срещу различни обявени за ереси учения.

#### Арианство и македонянство
Според учението на арианите, Бог Син не е Единосъщен на Бог Отец, т.е. не е Бог, а е творение и има същия произход като всички твари. По-късно като компромисен вариант полуарианите въвеждат понятието подобосъщен, който обаче също отхвърля божествената природа на Иисус Христос в противоречие с православното учение. Арианството е осъдено на Първия вселенски събор, свикан със съдействието на император Константин I Велики в Никея през 325 година. Като видоизменено арианство, македонянството въвежда идеята за тварния произход на Светия Дух. Това учение е отхвърлено на Втория вселенски събор (385 г., Константинопол). В постановките на тези два събора православни, католици и почти всички вероизповедания, възникнали на базата на протестантството, са в общи линии единодушни.

#### Несторианство
Несторианството възниква като реакция срещу арианството и изтъква предимно Божественото достойнство на Словото. Поради това несторианите възприемат историческия Иисус като обикновен човек, който само по мистичен начин е свързан с Второто лице на Светата Троица. В тази връзка те наричат Дева Мария (чиято девственост не подлагат на съмнение) „човекородица“. При отхвърлянето на несторианското учение като ерес, възниква и понятието Богородица. Така Третият вселенски събор в Ефес (431 г.) за първи път залага догматично култа към майката на Христос. Днес разбирането по този въпрос е общо за католици и православни.

#### Монофизитство
Монофизитството, макар и да приема Иисус Христос за Богочовек, твърди, че в него е изявена една-единствена природа – Божествената. По-късно монотелитството поддържа тезата, като отрича само съществуването на човешка воля у Иисус. Тези две учения са отхвърлени като „неправославни“ на Четвъртия вселенски събор (Халкедон, 451 г.) и на Шестия вселенски събор (Константинопол, 680 – 681 г.). В резултат на това от православието отпадат редица древни източни църкви – като Арменската и Коптската.
Неприемането на решенията на Халкедонския събор от страна на някои църкви се дължи на нелепи грешки при превода. Въпреки това в самостоятелното историческо развитие на тези християнски общности се появяват някои значителни различия с православието.

#### Иконоборство
Иконоборството в продължение на десетилетия е господстваща държавна и религиозна идеология в Източната римска империя (8 век). Неговата същност се състои в отричане почитането на светците и съответно на техните изображения (оттам и названието). Учението е определено като ерес по време на Седмия вселенски събор (Никея, 787 г.) и до Реформацията иконопочитанието е общо за всички християни.

### Римокатолицизъм
Основните различия между православието и католицизма произлизат от времето на политическите спорове между християнския Запад и християнския Изток. Формален повод за разделянето на двете най-големи за времето си църковни общности става т. нар. спор около „филиокве“ (на латински „и от Сина“; думата е съставена от „Филио" – от Сина и „кве“ – и). В западната църква с течение на вековете става все по-популярно нововъведението към Символа на вярата на тази дума, с която се обозначава, че Светият Дух изхожда не само от Бог Отец, но и от Бог Син. Поправката се споменава за първи път в средата на 6 век от Исидор Севилски и дълго време не е била повод за разногласия. Въпреки по-късните тълкувания и от двете спорещи страни, всъщност основният аргумент от страна на православието в рамките на спора е, че Символът не може да бъде променян без решение на Вселенски събор. По-късно критиката от страна на православието обвинява католицизма в субординация, в случая – принизяване на божественото достойнство на Светия Дух; от своя страна католицизмът отвръща, че Православието принизява ролята на Бог Син. В днешно време споровете по този проблем са редки и се водят изключително на специализирано богословско равнище.
Отново на богословско равнище съществува и разлика в тълкуването на първородния грях и свързаните с тази проблематика тайнства. Докато според католицизма всяко тайнство действа от само себе си, то православната гледна точка включва човешкото усърдие като фактор изпълненото тайнство да стане действено.
Основни спорни теми между православието и католицизма са късните нововъведения, направени от Ватикана – догматите за непорочното зачатие на Богородица (т.е. че тя е зачената непорочно, подобно на Иисус Христос) и догматът за върховенството и непогрешимостта на папата (когато говори ex cathedra, т.е. от името на Църквата). Последното като цяло е несъвместимо с православната еклисиология.
Различните външни отлики в култа, календара, богослужението, начина на оформяне на църковния живот и др. имат формален характер и не биха могли да бъдат повод за спорове на изначално ниво.

### Протестантство
В сравнение с католицизма, протестантството стои по-далеч от православието. Допирните черти са свързани с нововъведенията в католическата догматика (най-вече в частта за непогрешимостта на папата). Православието отхвърля реформаторските тенденции на протестантството за непочитане на иконите, съкращаването на броя на тайнствата (православните църкви не признават тяхното извършване в някои от протестантските общности), идеята за спасение само чрез вяра, опростяването на богослужението, неприемането авторитета на древните църковни писатели.
Въпреки тези различия, част от православните църкви водят диалог с основните протестантски църкви в рамките на Световния съвет на църквите.

## Православно богослужение
Православно богослужение могат да извършват само лица от мъжки пол, надлежно подготвени, избрани, ръкоположени и поставени за това. В православието има три степени на свещеническо служение – дяконска, презвитерска и епископска.
В православието има две групи свещеници – монашеско и бяло духовенство. Монасите дават обети за послушание, нестяжение и целомъдрие (безбрачие), и могат да станат епископи, и да приемат следващите, по-високи духовни санове. Свещениците от бялото духовенство сключват брак и водят светски живот, но не могат да станат епископи, и да приемат следващите, по-високи духовни санове. Обръщенията към православните духовници, в зависимост от техния сан, са:
| Монашеско духовенство | Монашеско духовенство     | Бяло духовенство                   | Бяло духовенство                |
| титла                 | обръщение                 | титла                              | обръщение                       |
| --------------------- | ------------------------- | ---------------------------------- | ------------------------------- |
| Патриарх              | Ваше Светейшество         | само от монашеското духовенство    | само от монашеското духовенство |
| Митрополит            | Ваше Високопреосвещенство | само от монашеското духовенство    | само от монашеското духовенство |
| Епископ               | Ваше Преосвещенство       | само от монашеското духовенство    | само от монашеското духовенство |
| Архимандрит           | Ваше Високопреподобие     | Архиерейски наместник              | Ваше Високоблагоговейнство      |
| Йеромонах             | Ваше Всепреподобие        | Протопрезвитер и иконом            | Ваше Високоблагоговейнство      |
| Йеромонах             | Ваше Всепреподобие        | Протойерей                         | Ваше Всеблагоговейнство         |
| Йеромонах             | Ваше Всепреподобие        | Свещеник (презвитер, йерей)        | Ваше Благоговейнство            |
| Архидякон и йеродякон | Ваше Преподобие           | Протодякон и дякон                 | Ваше Благоговейнство            |
| Монах                 | Ваше Преподобие           | Иподякон, четец, свещоносец, певец | Ваше Боголюбие                  |

Църковният календар в различните православни църкви често не съвпада, дори в случаите, когато става дума за общности, придържащи се към един и същ календарен стил.
Съществуват редица регионални култови особености – например при православните народи, намирали се продължително време под османско владичество, съществува така нареченият хаджилък – поклонение на Гроба Господен, което е заемка от ислямските традиции (хадж), с които тези православни народи дълго време са съжителствали. Налице са разлики в местните традиции що се отнася до подходящото поведение в храмовете – например в Русия жените не могат да влязат в храма с панталон или с непокрита глава.

## Празници в православието
Основният и най-важен празник в православието е Възкресение Христово, което се празнува на Великден. Следващите по значимост са дванадесетте велики Господски и Богородични празника.

## Свещени тайнства в православието
Православната църква признава седем свети тайнства:

### Кръщение
Кръщението (или съкратено: кръщене) е едно от седемте християнски тайнства, признати от Църквата много рано и всъщност едно от малкото, по чието включване в състава на тайнствата никога не е имало спорове. В светото тайнство „кръщение“ човек се умива от първородния грях и от всички грехове, сторени до кръщението, и се ражда за нов, духовен свет живот.

### Миропомазване
В светото тайнство „миропомазване“ човек получава благодатта, която му дава възможност да расте духовно, която го укрепява в духовния живот и му дава способността да се бори с враговете на своето спасение, да преуспява във вярата и в християнските добродетели.

### Покаяние
Чрез светото тайнство „покаяние“ се лекува от духовните си недъзи, от порочните си наклонности и от греховете, които е сторил след кръщението.

### Причастие
В светото тайнство „причастие“ християнинът приема като духовна храна истинското Тяло и истинската Кръв на Господа Иисуса Христа за прошка на греховете и за придобиване на вечен живот.

### Брак
В светото тайнство „брак“ християните получават благодат, която освещава съпружеството, раждането на деца и възпитаването им. Православната църква признава брак само между мъж и жена, и допуска до три брака. Четвърти и следващ брак в православието не се допускат.

### Елеосвещение
В светото тайнство „елеосвещение“ (или маслосвет) християнинът се изцерява от духовните си немощи, за да получи изцеление и от телесните си болести.

### Свещенство
В светото тайнство „свещенство“ се получава благодатта за извършване богослуженията и за духовното възраждане и възпитаване душите чрез преподаване здравото православно учение и чрез извършване на тайнствата.

## Пост
Основната цел на различните форми на въздържание или пълно лишение от храна в Православната църква е да бъде постигнато телесно, оттам и духовно, пречистване на практикуващия поста преди значителни събития в религиозния календар или поради лични или социални съображения (кончина на близък, приемане на свето причастие, война, епидемии, природни бедствия и т.н.). След продължителни спорове и колебания, около края на IX – X век във Византия и зависещите от нея в религиозно-културе смисъл страни, се приемат и спазват няколко основни и задължителни поста – всяка седмица в сряда и петък, седем седмици преди Възкресение, шест седмици преди Рождество Христово, две седмици преди Успение Богородично, променлив брой дни (в зависимост от датата на Петдесетница) преди Петровден, както и строг пост преди Богоявление, Отсичане главата на св. Йоан Кръстител и Кръстовден. Основна цел на поста е постигане на синхрон между състоянието на тялото и духа.

## Ереси, секти, разколи и учения, възникнали на основата на православието
Основните ереси, някои от тях превърнали се в трайни секти, възникват през 17 век в Русия като реакция срещу църковните реформи, осъществени от патриарх Никон. Появява се т. нар. старообредство, което има многобройни разновидности.
На основата на православието по-късно се раждат и редица учения, по-скоро философски, отколкото религиозни, които в един или друг период имат силно влияние, например „толстоизмът“.
В голяма част от историята си Православната църква търпи различни разколи и схизми, при които обаче се запазва единството в религиозните възгледи и се прекратява само църковното общение. Причините за това обикновено са политически – например при учредяването на Българската екзархия през 1870 г., отделянето на Руската задгранична църква след 1918 година, църковните разколи през 90-те години на 20 век в България, Естония, Украйна и др. Понякога това става и по други формални причини – появата на „старокалендарците“ след възвръщането на старите дати в църковния календар и т.н.

### Българска
- Киречев, Емил. Християнство и съвремие. „Ракурси“, Пловдив, 2000.
- Помазански, протопрезвитер Михаил. Животът на Църквата в благодатта на Светия дух. Обяснения на църковните тайнства. Православно издателство „Св. Евстатий Плакида“, С., 2005.
- Попович, архимандрит Юстин. Живото реализиране на Православието.
- Попович, Юстин. Православието като философия на живота. Манастир „Св. Георги Зограф“, Света гора (Атон), 1999.
- Шивачев, йеромонах Антим. Истините на Православната църква. Кратко изложение на основните истини на Православието с оглед на различията, които се срещат в другите християнски църкви. 2. изд., С., 1999

### Чуждестранна
- Гилкуист, Питър. Да станеш православен. Пътешествие към древната Христова вяра. С., „Омофор“, 1999.
- Кленденин, Дейниъл. Православното християнство. Поглед от Запад. С., „Омофор“, 2011.
- Николаева, Олеся. Съвременната култура и Православието. С., „Омофор“, 2000.
- Павел, архиепископ на Карелия и цяла Финландия. Вярата, която изповядваме. С., „Омофор“, 1998.
- Фелми, Карл Кристиян. Въведение в съвременното православно богословие. С., „Омофор“, 2007.
- Шмеман, Александр. Исторический путь православия Архив на оригинала от 2007-10-03 в Wayback Machine..
- Benz, Ernst. The Eastern Orthodox Church. Its Thought and Life.
- Callinicos, Rev. Constantine. The History of the Orthodox Church.
- Tamcke, Martin. Das orthodoxe Christentum. Muenchen, Verlag C. H. Beck, 2004.
- Ware, Timothy, Bishop Kallistos of Diokleia. The Orthodox Church. Harmondsworth, Penguin Books, 1963; rev. ed., 1993.